# Astro Lounge
Astro Lounge es el segundo álbum de estudio de la banda de Ska californiana Smash Mouth. En el álbum se encuentra la canción All Star, que se convertiría en una de las canciones más conocidas de Smash Mouth, junto con Walking on the sun, al llegar a la cuarta posición en el  U.S. Billboard Hot 100. La canción también es conocida por formar parte de la banda sonora de la película Shrek. En Mistery Men la canción puede ser escuchada en su última escena.

## Canciones
Todas las canciones fueron escritas por Creg Camp excepto las que se indiquen.
1. "Who's There" – 3:33
2. "Diggin' Your Scene" – 3:10
3. "I Just Wanna See" (Greg Camp, Paul De Lisle) – 3:45
4. "Waste" – 3:27
5. "All Star" – 3:21
6. "Satellite" – 3:39
7. "Radio" – 3:21
8. "Stoned" – 4:10
9. "Then the Morning Comes" – 3:04
10. "Road Man" – 2:31
11. "Fallen Horses" (Greg Camp, Steve Harwell, Paul De Lisle, Kevin Coleman, Michael Klooster) – 4:06
12. "Defeat You" – 3:54
13. "Come On, Come On" (Greg Camp, Steve Harwell) – 2:33
14. "Home" – 3:12
15. "Can't Get Enough of You, Baby" (Sandy Linzer, Denny Randell) – 2:30

## Créditos
- Steve Harwell – voz principal y coros
- Greg Camp - guitarras y coros
- Paul De Lisle – bajo y coros
- Kevin Coleman – batería
- Michael Klooster - sintetizadores y tornamesa

- Datos: Q1935074